# Eduardo O'Brien
Eduardo O'Brien (ex General O'Brien), o simplemente conocida como O'Brien, es una localidad que forma parte del Cuartel IX del partido de Bragado, en la provincia de Buenos Aires, Argentina.
La localidad no cuenta en la actualidad con un servicio de trenes, ya que su estación fue cerrada. Había sido inaugurada el 5 de diciembre de 1907, perteneciendo al ramal Suipacha - Bayauca del “Ferrocarril Oeste de Buenos Aires”. Hoy es utilizada como Museo Histórico Costumbrista.
O'Brien es el pueblo natal de los futbolistas Fernando Cavenaghi y Pablo Buszniez.

## Población
La ciudad de O'Brien cuenta con 2488 habitantes (Indec, 2010), lo que representa un incremento del 9,8% frente a los 2266 habitantes (Indec, 2001) del censo anterior.
| Gráfica de evolución demográfica de Eduardo O'Brien entre 1960 y 2010 |
|                                                                       |
| Fuentes: INDEC                                                        |

## Desarrollo Local
En materia de desarrollo local, en la localidad y sus alrededores se realiza como principal actividad productiva la agrícola-ganadera, también desde un enfoque generador de valor de productos terminados, se desarrollan actividades de la industria textil mediante la confección de la Indumentaria y el calzado.
Hasta los inicios de 1990 la localidad contó con una gran fábrica de indumentaria de trabajo (La Fábrica de Milano), que permitió el desarrollo y la formación laboral de muchos obrienses generando mejoras en las condiciones de vida y la adopción de nuevas habilidades para los vecinos que accedían a este tipo de actividad, lo que permitió que actualmente el conocimiento adquirido se distribuya en los diferentes talleres que producen en la localidad.
También han ganado terreno la elaboración de productos regionales entre los que se destacan los alimentos y prendas de vestir elaboradas sobre la base de lana e hilados.
Repensando el futuro y las nuevas actividades productivas, desde 2011 se comenzarán a fomentar el acceso a las tecnologías de la información para la comunidad en el aula digital de la Escuela Primaria Domingo Faustino Sarmiento y en el Centro de Enseñanza y Acceso informático instalado en el predio del Instituto Comercial O'Brien, en donde los vecinos accederán a formación libre y gratuita fomentando la inclusión digital y el desarrollo local para el mejoramiento de las actividades laborales, el acceso al entretenimiento y al conocimiento como herramientas fundamentales para el desenvolvimiento y el impulso de nuevas actividades productivas.
En materia de tranquilidad y vida sana, el turismo rural asoma como uno de los pilares a ser explotados en los próximos años, a través de la promoción de nuevas actividades sociales y comunitarias fomentando el intercambio cultural y la práctica de nuevos deportes no tradicionales para O'Brien.

## Instituciones
- Delegación Municipal
- Eco Club O´Brien
- Parroquia San Patricio
- Sub Comisaría Policía Pcia. Buenos Aires
- Correo Argentino
- COSEPU. Cooperativa de Servicios Públicos, Sociales, Viviendas y Consumo O'Brien Ltda.
- Unidad Sanitaria “Dr. Martín Espinel Bavio”
- Hogar de Ancianos “Madre Teresa de Calcuta”
- Bomberos Voluntarios de O'Brien
- Escuela Primaria N.º 20  “Domingo Faustino Sarmiento”
- Instituto Comercial Secundario  - DIPREGEP 4144
- Jardín de infantes N.º 903 Constancio C. VigiI
- Escuela dspecial N.º 501
- Biblioteca Bernardino Rivadavia
- Banco Provincia de Buenos Aires
- I.N.S.S.J.P.
- Registro Civil
- Cementerio municipal
- Centro de jubilados
- Cooperativa de Transporte
- Club Villa Tranquila (Peña Club Atlético Vélez Sarfield)
- Club Atlético Juventud Unida - Refundación

## Toponimia
La localidad data de Eduardo O’Brien, que donó los terrenos (46 hectáreas) necesarios para la construcción de la estación, la Delegación, el matadero, el cementerio, dos escuelas y la iglesia; y cuyo loteo y venta de parte de sus tierras y parcelas de chacras, determinaron la fundación de O’Brien, el 21 de marzo de 1909. Eduardo (Edward) O’Brien (1836-1912) nació en Wexford, Irlanda, emigrando al Brasil a los 14 años con sus padres Patrick O'Brien (1802-1892) y Frances Kavanagh (1802-1890), asentándose luego en Carmen de Areco, provincia de Buenos Aires. 
La estación denominada O'Brien cambia de nombre cuando, a propuesta de la "Comisión Irlandesa-Argentina de Homenaje al General O´Brien" propone colocarle el nombre del General John Thomond O'Brien (1786-1861) a una estación de la Capital Federal como consecuencia de haber encontrado sus restos en un cementerio de Lisboa. Ante esta solicitud (Expediente Nro 033797 Letra C Dirección General de Ferrocarriles año 1935) y ante la existencia de una estación denominada O´Brien en el Ferrocarril Oeste, la Junta Asesora para la Nomenclatura de Estaciones Ferroviarias, determina que  "La actual estación O´Brien del Ferrocarril Oeste se denominará General O´Brien en lo sucesivo". El decreto correspondiente es firmado por el presidente Constitucional Justo el 12 de diciembre de 1935 (Expediente Nro 033797 ya mencionado). En el museo Ferroviario, Caja Nro 309 está la documentación original y el decreto del Presidente Justo donde consta el cambio de nombre de la Estación O´Brien por la de General O´Brien en 1935. Eduardo O'Brien tiene el indiscutible mérito de haber sido el fundador y dueño de las tierras donde se emplazó la estación, hoy inactiva.

## Parroquias de la Iglesia católica en Eduardo O'Brien
| Diócesis  | Nueve de Julio |
| --------- | -------------- |
| Parroquia | San Patricio   |

## Personalidades
- Pablo Buszniez, exfutbolista
- Fernando Cavenaghi, exfutbolista.
- Fabiana Ferrari, Influencer de Tiktok.
- Caballini Victor Miguel, reconocido ajedrecista y poeta contemporáneo.
- El Parquero, el difunto parquero, gozo de cierta fama por su vídeos de YouTube, nunca pudo tener novia